# Río Negro (rijeka u Argentini)
Río Negro ( crna rijeka) je rijeka, duga oko 640 km (400 milja), nastaje u središnjoj Argentini spajanjem Neuquéna i Limaya, i teče istočno kroz pokrajinu Río Negro (sjeverna Patagonija) i ulijeva se kod El Cóndora u Atlantski ocean. Rijeka je svoje ime dobila, ne po boji vode, nego je prijevod Mapuche naziva Curú Leuvú (od curú=río=rijeka i leuvú=negro=crno), što bi značilo "Crna rijeka". Koristi se za navodnjavanje. 